# Alice at the Carnival
Alice at the Carnival é um curta-metragem de animação estadunidense de 1927, lançado como parte da série Alice Comedies.